# Balaenoptera
Balaenoptera is een geslacht uit de familie der vinvissen (Balaenopteridae). Het geslacht omvat acht soorten walvissen, waaronder de twee grootste dieren die ooit op aarde hebben geleefd: de blauwe vinvis (Balaenoptera musculus) en de gewone vinvis (Balaenoptera physalus). De bultrug (Megaptera novaeangliae) en grijze walvis (Eschrichtius robustus) zijn de enige andere leden uit de familie.

## Taxonomie
- Geslacht: Balaenoptera (9 soorten)[1]
  - Soort: Balaenoptera acutorostrata – Dwergvinvis
  - Soort: Balaenoptera bonaerensis – Antarctische dwergvinvis
  - Soort: Balaenoptera borealis – Noordse vinvis
  - Soort: Balaenoptera brydei – Brydewalvis
  - Soort: Balaenoptera edeni – Edens vinvis
  - Soort: Balaenoptera musculus – Blauwe vinvis
  - Soort: Balaenoptera omurai – Omurawalvis
  - Soort: Balaenoptera physalus – Gewone vinvis
  -  Soort: Balaenoptera ricei